# ساچیکو اوتانی
ساچیکو اوتانی (انگلیسی: Sachiko Otani؛ زادهٔ ۳ اوت ۱۹۶۵) بازیکن والیبال اهل ژاپن است.